# Codegua
Codegua is een gemeente in de Chileense provincie Cachapoal in de regio Libertador General Bernardo O'Higgins. Codegua telde 12.988 inwoners in 2017 en heeft een oppervlakte van 287 km².
- Library of Congress Control Number: no2013088396
- Virtual International Authority File: 305204333